# Сибирские ирисы

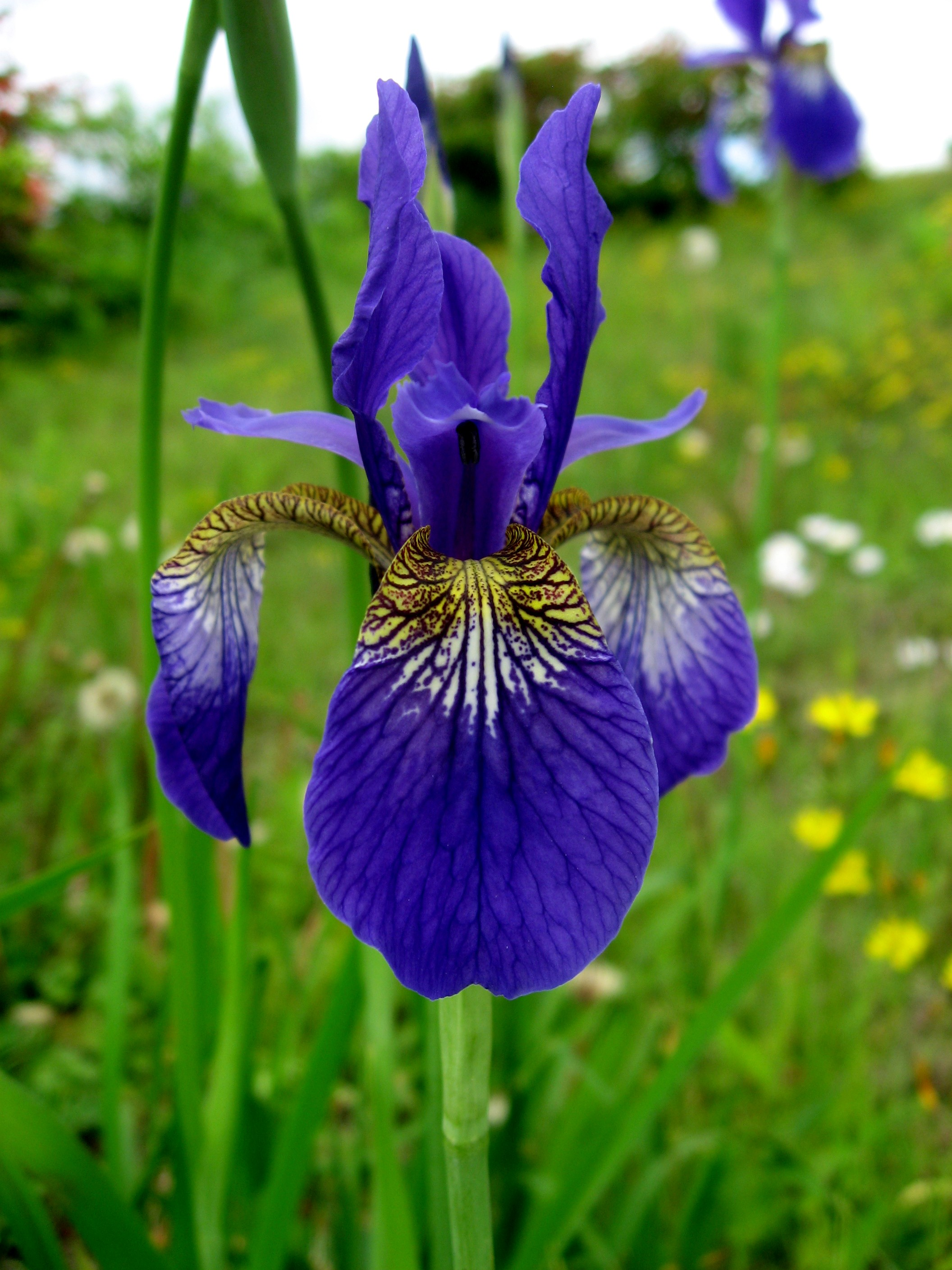
Iris sanguinea

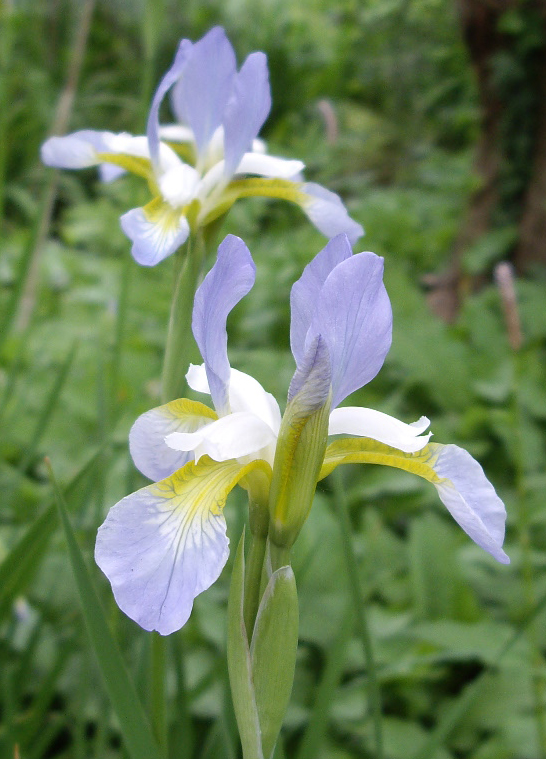
Iris 'Summer Sky'

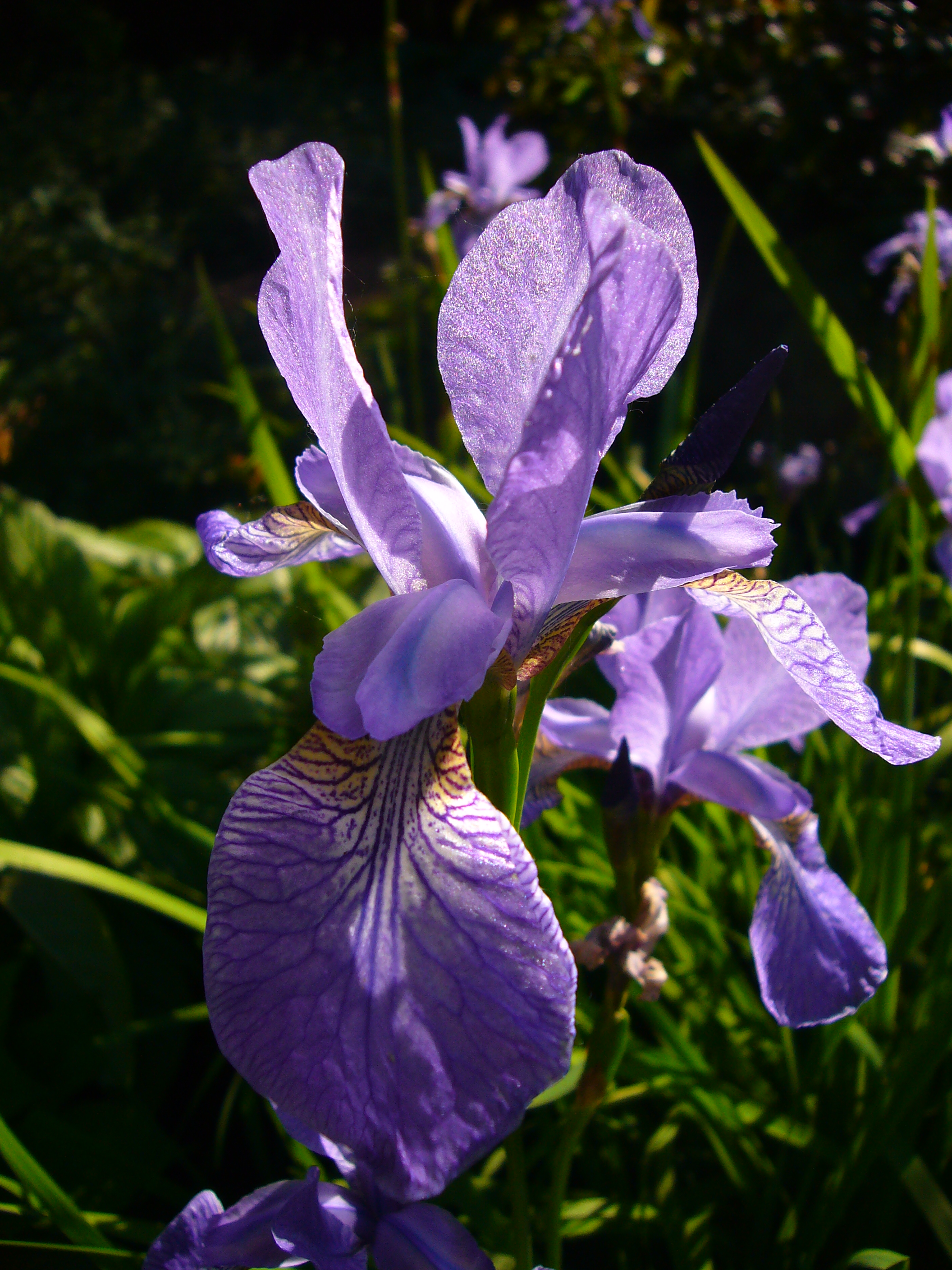
Iris 'Dragonfly'

Сибирские ирисы (лат. Sibiricae) — ряд (серия) многолетних травянистых растений рода Ирис произрастающих во влажных местах и на альпийских лугах Европы и Азии. Они имеют полые стебли (за исключением Iris clarkii) и треугольные рыльца.
В садовой классификации ирисов Американского общества ирисоводов занимающегося регистрацией новых сортов, сорта видовых ирисов серии Sibiricae и созданные путём гибридизации с их участием объединяют в группу Siberians (SIB) — Сибирские.
Другие организации и любители иногда делят группу SIB на три: Siberians (SIB) — Сибирские (сорта с n=28), Sino-Siberian (Sino-Sib) — Сино-сибирские (сорта с n=40) и Cal-Sib — Калифорнийско-Сибирские (Калсибы) (сорта полученные в результате скрещивания представителей серии Californicae и подсерии Chrysographes серии Sibiricae) .

## Ботаническая классификация серии
По классификации, предложенной es:Lee Wayne Lenz в 1976 году, серия делится на две подсерии:
- Subseries Sibiricae (Diels) L.W.Lenz (n=28, Центральная Европа и Восточная Азия)
  - Iris sanguinea — Ирис кроваво-красный, или восточный
  - Iris sibirica — Касатик сибирский, или Ирис сибирский
  - Iris typhifolia — Ирис рогозолистный
- Subseries Chrysographes (Simon.) L.W.Lenz (n=40, Юго-Западный Китай, отдельные популяции были обнаружены в горах Индии, Бирмы, Непала.)
  - Iris bulleyana — Ирис Булля
  - Iris chrysographes — Ирис золотисторасписанный
  - Iris clarkei — Ирис Кларка
  - Iris delavayi — Ирис Делавая
  - Iris dykesii — Ирис Дайкса
  - Iris forestii — Ирис Форреста
  - Iris phragmitetorum — Ирис тростниковидный (болотистые места Юго-Западного Китая)
  - Iris wilsonii — Ирис Уилсона

## Селекция Сибирских ирисов
Современные сибирские ирисы — это результат внутривидового отбора или, значительно чаще, гибриды примерно одиннадцати видов (точное число под вопросом), которые составляют серию Sibiricae. В начале селекционной работы наиболее широко использовались представители подсерии Sibiricae (28-хромосомная группа), сейчас для выведения новых сортов как в США, так и в Европе значительно чаще используются виды подсерии Chrysographes (40-хромосомная группа). Перекрёстное скрещивание видов 40-хромосомной группы и скрещивание их с видами других серий (чаще всего Californicae) приносит интересные и перспективные результаты.
Все сорта, принадлежащие к 28-хромосомной группе обычно происходят от двух видов: Iris sibirica и Iris sanguinea. Недавно открытый в Китае третий вид этой группы Iris typhifolia только начал использоваться в селекции.
Развитие сибирских ирисов в цветоводстве было медленным, большинство сортов XIX века представляли собой дикорастущие формы вида или случайные гибриды. Только в 1924 году был зарегистрирован сорт 'Caesar', у которого были известны оба родителя. Заметными этапами селекционной работы с сибирскими ирисами являются следующие сорта: 'White Swirl', розовый 'Pink Haze', красный с фиолетовым оттенком 'Temper Tantrum', поздний белый 'Esther C. D. M.', почти синий 'Super Ego', первые тетраплоиды 'Orville Fay' и 'Fourfold White', насыщенно-красно-пурпурный диплоид 'Ruffled Velvet', первый 28-хромосомный ирис полностью жёлтой окраски — с жёлтыми фолами и кремово-белыми стандартами 'Butter And Sugar', лавандово-розовый тетраплоид 'Dance Ballerina Dance', сине-фиолетовый с мраморным рисунком 'Atoll' и его потомок 'Percheron', повторно-цветущий 'Reprise', 40-хромосомный неприхотливый и повторно-цветущий 'Echo Two'.
Большинство гибридизаторов, работающих с 40-хромосомной группой, производило скрещивания с ирисами других видов и, прежде всего с представителями серии Californicae. Получающиеся гибриды, прозванные Кал-Сибами, — стерильны, но первое поколение сеянцев в некоторых случаях представляет собой безукоризненые цветы и превосходные садовые растения ('Lyric Laughter', 'El Tigre', 'Fair Colleen').
Большая работа была проведена над получением чисто-розового цвета в отличие от лавандовых и сиреневых оттенков розового, которые встречаются весьма часто. Чисто-розовый цвет остаётся пока ускользающей мечтой, но в результате попыток удалось получить хорошие ирисы. Подлинно красный цвет также является ещё одной, пока недостижимой целью (все имеющиеся красные сорта содержат примесь фиолетового тона и выглядят как винно-красные). Синие оттенки современных сортов, как правило имеют фиолетовую составляющую, но некоторые приближаются к чисто-синему тону. Превосходными насыщенно-синими сибирскими ирисами являются 'Borbeleta' и 'Dancing Nanou'. К средне-синей группе принадлежит 'Lake Keuka', чуть более светлыми являются 'Bedford Lass', 'Harbor Mist' и 'Laughing Brook'. Почти чисто-голубым является . Селекционеры продолжают работать над получением более чистых и естественных тонов красного, розового и синего. Так же активная работа ведётся над получением новых цветов и оттенков. Многие сорта имеют отчётливые зелёные сигналы и прожилки, так что сибирские ирисы с зелёными цветками представляются вполне возможными. Оранжевый и коричневый цвета также могут быть распространены на весь цветок. Постепенно создаются сорта с почти чёрными и абрикосовыми цветками. Продолжается работа с цветами, контрастностью, рисунком и объёмом сигналов. Одной из целей селекции продолжает оставаться увеличение периода цветения (через получение как можно более рано- и поздно-цветущих сортов, за счёт увеличения числа бутонов на стебле, ремонтантность, увеличение продолжительности жизни цветков). Некоторые гибридизаторы работают над расширением фолов, а также увеличением их яркости и гофрированности, ведётся «охота» за ароматом (как правило слабым или отсутствующем). Продолжаются усилия по повышению устойчивости к различным почвам и климатическим условиям сортов 40-хромосомной группы.
В настоящее время известно более 500 сортов сибирских ирисов. Около 95 % из них составляют 28-хромосомные ирисы. Первые тетраплоидные сорта были получены путём воздействия колхицина на прорастающие семена, а последующие — уже путём скрещивания тетраплоидных сортов между собой. Как правило, у тетраплоидных сибирских ирисов жёсткая мечевидная листва с более широкими и толстыми листьями. . Цветки тетраплоидных сибирских ирисов, как правило, крупнее, с более плотной субстанцией и парящими фолами.

## Общество любителей сибирских ирисов
В 1960 году было организовано Общество любителей сибирских ирисов. Общество ставит перед собой следующие цели:
- объединить тех, кто интересуется выращиванием и разведением этих ирисов и обеспечить их связь друг с другом;
- способствовать выведению новых сортов и распространению сибирских ирисов;
- пропагандировать и популяризировать эту группу.

В настоящий момент общество является секцией Американского общества ирисоводов и объединяет около 800 человек. Два раза в год общество издаёт журнал «Сибирский Ирис». Обществом также были опубликованы контрольные списки ирисов и книга «Сибирские Ирисы», написанная доктором Каррье Мак-Юэном (англ. Currier McEwen) совместно с группой членов общества. Среди сибирских ирисов, первым призёром ежегодных съездов Американского общества ирисоводов, стал сибирский ирис 'Dewful'. Он выиграл кубок Франклина Кука как лучший ирис, выведенный за пределами региона проведения съезда. Двадцать лет спустя, в 1994 году на съезде в Портленде (Орегон) сибирские ирисы имели массовый успех. Кубок Франклина Кука выиграл 'Strawberry Fair' с гофрированными сине-фиолетово-розовыми цветками; вторым в номинации оказался 'Lake Keuka' со слабо гофрированными ярко-синими цветками. А в состязании за кубок Президента вторым финалистом стал 'Dotted Line' — 40-хромосомный гибрид с сине-фиолетовыми цветками и красивым узором в области сигнала и на нижних долях.
В 1993 году Общество любителей сибирских ирисов провело свой первый съезд.

## Сорта
В настоящее время сорта сибирских ирисов достаточно разнообразны, как по окраске цветков, так и по другим параметрам. 

Ранние сорта (цветение в мае): 'China Spring'. Поздние (цветение в июле): 'Chartreuse Bounty', 'King of Kings', 'Last Act'. Повторноцветущие: 'Reprise'. Высокие ('Adolf Svoboda' (около 122 см), 'Hoehenflug' (150—160 см)) и низкие ('Little Blue' — высота около 46 см).
Высокодекоративные сорта хорошо зарекомендовавшие себя в садах отмечены различными премиями, из которых наиболее значима медаль Моргана-Вуда.

#### Призёры Американского общества ирисоводов
Сорта получившие Morgan Award и Morgan-Wood Medal (по данным на март 2012 г, Американского общества ирисоводов):
| - 'Ann Dasch' - 'Aqua Whispers' - 'Augury' - 'Banish Misfortune' - 'Blue Brilliant' - 'Blueberry Fair' - 'Butter And Sugar' - 'Caesar’s Brother' (syn. 'Caezar Brother') - 'Careless Sally' - 'Cool Spring' - 'Coronation Anthem' - 'Dance Ballerina Dance' - 'Dewful' | - 'Ego' - 'Eric The Red' - 'Fond Kiss' - 'Frosted Cranberry' - 'Grand Junction' - 'Halcyon Seas' - 'Here be Dragons' - 'Jewelled Crown' - 'King Of Kings' - 'Lady Vanessa' - 'Lake Keuka' - 'Mabel Coday' - 'Orville Fay' | - 'Over In Gloryland' - 'Pink Haze' - 'Pirouette' - 'Riverdance' - 'Roaring Jelly' - 'Ruffled Velvet' - 'Ruffles And Flourishes' - 'Shaker’s Prayer' - 'Ships Are Sailing' - 'Silver Edge' - 'Snowcrest' - 'Steve Varner' - 'Strawberry Fair' | - 'Sultan’s Ruby' - 'Super Ego' - 'Swank' - 'Tealwood' - 'Tropic Night' - 'Tycoon' - 'Velvet Night' - 'Vi Luihn' - 'Violet Flare' - 'Where Eagles Dare' - 'White Swirl' |

Сорта получившие Award of Merit:
- 1985 — 'Chilled Wine', 'Borbeleta', 'Teal Velvet'
- 1986 — 'Frosty Rim', 'Shirley Pope', 'Jaybird'
- 1987 — 'Dance Ballerina Dance', 'Omar’s Cup', 'Harbor Mist'
- 1988 — 'King of Kings', 'Creme Chantilly', 'Dancing Nanou', 'Laughing Brook'
- 1989 — 'Mabel Coday', 'Jamaican Velvet', 'Windwood Spring'
- 1990 — 'Lady Vanessa', 'Heliotrope Bouquet', 'Temper Tantrum'
- 1991 — 'Jewelled Crown', 'Indy', 'Silver Illusion'
- 1992 — 'Aqua Whispers', 'Sultan’s Ruby', 'High Standards', 'Wizardry'
- 1993 — 'Liberty Hills', 'Springs Brook', 'Cathy Childerson', 'Reprise'
- 1994 — 'Shaker’s Prayer', 'Coronation Anthem', 'Windwood Serenade', 'Pas-de-Deux'
- 1995 — 'Contrast in Styles', 'Snow Prince', 'Vicki Ann'
- 1996 — 'Frosted Cranberry', 'Moonsilk'
- 1997 — 'Roaring Jelly', 'Harpswell Velvet'
- 1998 — 'Over in Gloryland', 'Rill'
- 1999 — 'Strawberry Fair', 'Lake Keuka'
- 2000 — 'Sprinkles', 'Mesa Pearl'
- 2001 — 'Careless Sally', 'Trim the Velvet'
- 2002 — 'Blueberry Fair', 'Riverdance'
- 2003 — 'Where Eagles Dare', 'Ships are Sailing'
- 2004 — 'Fond Kiss', 'Somebody Loves Me'
- 2005 — 'Carmen Jeanne', 'Tom Schaefer'
- 2006 — 'Salamander Crossing', 'Butter and Cream'
- 2007 — 'Ruffles and Flourishes', 'Banish Misfortune', 'China Spring'
- 2008 — 'Here Be Dragons', 'Lavender Fair'
- 2009 — 'Emily Anne', 'Uncorked'
- 2010 — 'So Van Gogh', 'Kaboom'
- 2011 — 'Swans in Flight', 'Charming Billy', 'Haleakala'

Сорта получившие Franklin Cook Memorial Cup:
- 1994 — 'Strawberry Fair'
- 2010 — 'Tree of Songs'

Сорта получившие President's Cup:
- 1970 — 'Dewful'
- 1991 — 'Shaker’s Prayer'

## Агротехника

#### Siberians (SIB) — Сибирские (сорта сn=28, 56)
Сибирского ирисы требуют минимального обслуживания и являются одними из самых выносливых многолетних растений.
Зоны морозостойкости: 3—9.
Сроки цветения примерно совпадают со сроками цветения бородатых ирисов.
Выбор местоположения определяется тем, что сибирским ирисам требуется пол дня и более прямого солнечного света и умеренно влажная почва. В жарких южных районах часто необходима защита от полуденного солнца.
Некоторые источники называют оптимальной кислотность почвы pH=5,5—7, однако в естественных условиях в горах Кавказа Iris sibirica растёт и на известняковых субстратах. Посадку осуществляют таким образом, чтобы от верхней части корневища до поверхности почвы было около 2 см. В холодных регионах рекомендуется осеннее мульчирование почвы.
Старые растения могут быть разделены и пересажены когда ухудшается их цветение, как правило в возрасте 4—10 лет. В зонах 3—5 пересадку лучше осуществлять весной, в зонах 6—9 в начале осени. В средней полосе сибирские ирисы наименьшим образом травмируются при пересадке в момент начала роста новых корней. В зависимости от сорта это — период от середины августа до середины сентября. Укоренение сибирских ирисов — длительный процесс, и на следующий год после пересадки они никогда не цветут, а зачастую первое цветение происходит тогда, когда сформируется мощный куст. Осенью, после отмирания листвы, её рекомендуется срезать и удалить из сада.

#### Sino-Siberian (Sino-Sib) — Сино-сибирские (сорта с n=40)
Работа с 40-хромосомными сибирскими ирисами велась менее активно, чем с 28-хромосомными, что объясняется их гораздо большей чувствительностью к условиям произрастания. Как правило, они не выносят щелочных почв, недостатка влаги и перегрева корневища. В США они хорошо выращиваются только на северо-западе Тихоокеанского побережья и в некоторых районах восточного побережья. Большая часть Англии и некоторые районы континентальной Европы вполне благоприятны для них, как и некоторые части Австралии и Новой Зеландии.
По данным некоторых любителей, в условиях средней полосы России, особенно северо-западной её части, культура сино-сибирских ирисов может быть вполне успешна. Некоторые сорта, выращиваемые в Подмосковье более десяти лет, показали себя одними из самых лёгких и нетребовательных в культуре. Наиболее простой получения этих ирисов — посев семян. Семена имеют почти 100%-ную всхожесть и могут быть высажены в любую постоянно влажную садовую почву.

## Болезни и вредители
Отмечены разного рода грибные заболевания, поражающие основания листовых пучков в излишне влажных условиях. Для борьбы с ними используют системные фунгициды, на излишне щелочной почве недостаток доступного железа может привести к пожелтению листвы. Лечение: опрыскивание и поливом хелатом железа и использование кислой мульчи. Очень редко целые кусты сибирских ирисов, как и ирисов других классов, поражает скорч — заболевание неизвестной природы. Иногда поражённые кусты восстанавливаются на второй-третий год из спящих почек, но главным средством профилактики потерь от этого заболевания является заблаговременное деление (разрезание) кустов на несколько несвязанных частей. Пересадка при этом не обязательна. На соседние, не связанные растения скорч не передаётся.
Наиболее обычный вредитель — тля. Чаще всего её можно заметить в основаниях листовых пучков.